# Roger III. Sicilský
Roger III. Sicilský (1170? – 24. prosince 1193, Palermo) byl sicilský král z normanské dynastie Hauteville.

## Život
Roger byl prvorozeným synem Tankreda, levobočného syna Rogera II. Sicilského a Sibyly z Acerra. Pravděpodobně roku 1193 se díky otcově diplomatickému umu oženil s Irenou, dcerou byzantského císaře Izáka II. z dynastie Angelovců. Téhož roku jej nechal otec korunovat sicilskou korunou. Mladému králi se nepodařilo zplodit žádného potomka, protože těsně před Vánoci 1193 zemřel a byl pohřben v katedrále v Palermu. Na sicilský trůn nastoupil jeho mladší bratr Vilém.